# Championnats d'Océanie d'athlétisme 2008
Navigation
Édition précédente Édition suivante
Les 9es championnats d'Océanie d'athlétisme ont eu lieu en 2008 à Saipan dans les Îles Mariannes du Nord. Ils ont été organisés par l'Oceania Athletics Association (OAA) et ont regroupé des athlètes de 23 nations différentes autour de 81 épreuves, 21 pour les hommes et 21 pour les femmes dans deux catégories distinctes : les sénior et les espoirs (- de 20 ans ou 20 ans). Les épreuves se sont déroulées du 25 au 28 juin.

## Table des médailles
Ne sont comptés dans la table des médailles que les nations ayant 3 athlètes participants ou plus :
| Rang | Nation                    | Or | Argent | Bronze | Total |
| ---- | ------------------------- | -- | ------ | ------ | ----- |
| 1    | Papouasie-Nouvelle-Guinée | 9  | 4      | 4      | 17    |
| 2    | Fidji                     | 6  | 9      | 3      | 18    |
| 3    | Australie                 | 4  | 3      | 4      | 11    |
| 4    | Samoa                     | 4  | 2      | 1      | 7     |
| 5    | Nouvelle-Calédonie        | 3  | 2      | 2      | 7     |
| 6    | Guam                      | 2  | 4      | 4      | 10    |
| 7    | Polynésie française       | 2  | 4      | 3      | 9     |
| 8    | Kiribati                  | 1  | 1      | 1      | 3     |
| 9    | Îles Cook                 | 1  | 0      | 2      | 3     |
| 10   | Tonga                     | 0  | 2      | 3      | 5     |
| 11   | Îles Mariannes du Nord    | 0  | 1      | 2      | 3     |
| 12   | Nauru                     | 0  | 0      | 1      | 1     |
| 12   | Îles Salomon              | 0  | 0      | 1      | 1     |
| 12   | Vanuatu                   | 0  | 0      | 1      | 1     |

## Podiums

### Hommes
|                       | Or               | Or                 | Argent                    | Argent             | Bronze                                                           | Bronze               |
| 100 mètres            | Iowane Dovumatua | 10 s 92            | Setareki Tikosaya         | 10 s 99            | Jack Iroga                                                       | 11 s 07              |
| 200 mètres            | Isoa Me          | 21 s 93            | Setareki Tikosaya         | 22 s 02            | Jay Stone                                                        | 22 s 08              |
| 400 mètres            | Joshua Ahwong    | 48 s 26            | Aporosa Tabulawaki        | 48 s 67            | Isoa Me                                                          | 48 s 75              |
| 800 mètres            | Aunese Curreen   | 1 min 51 s 16      | Isireli Naikelekelevesi   | 1 min 53 s 48      | Aporosa Tabulawaki                                               | 1 min 57 s 41        |
| 1 500 mètres          | Aunese Curreen   | 3 min 58 s 76      | Isireli Naikelekelevesi   | 4 min 03 s 79      | Derek Mandell                                                    | 4 min 05 s 79        |
| 5 000 mètres          | Brendan Whelan   | 16 min 02 s 19     | Tupuhoe Tahi              | 16 min 12 s 54     | Teiva Izal                                                       | 16 min 13 s 00       |
| 110 mètres haies      | Toriki Urarii    | 15 s 11            | Kenneth Karosich          | 15 s 50            | Inoke Finau                                                      | 15 s 54              |
| 400 mètres haies      | Mowen Boino      | 52 s 07            | Jone Wainiqolo            | 55 s 79            | Kenneth                                                          | 57 s 02              |
| 3 000 mètres steeple  | Tim Rogers       | 12 min 18 s 36     | Ketson Kabiriel           | 12 min 20 s 07     | Pas de 3e concurrent                                             | Pas de 3e concurrent |
| Relais 4 × 100 mètres | Fidji            | 42 s 01            | Papouasie-Nouvelle-Guinée | 42 s 71            | Australie Jay Stone Duane Daley Joshua Ahwong Peter Tuccandidgee | 42 s 84              |
| Saut en hauteur       | David Birati     | 1,92 m             | Emori Sabua               | 1,86 m             | Kristopher Williamson                                            | 1,83 m               |
| Saut en longueur      | Frédéric Erin    | 7,59 m             | Jay Stone                 | 7,10 m             | Sandy Katusele                                                   | 6,98 m               |
| Triple saut           | Frank Louey      | 14,23 m            | Kainric Ozoux             | 14,05 m            | Sandy Katusele                                                   | 13,99 m              |
| Lancer du poids       | Daniel Kilama    | 16,76 m            | Stephen Lasei             | 14,44 m            | Mathieu Roulet                                                   | 13,68 m              |
| Lancer du disque      | Daniel Kilama    | 48,06 m            | Rooarii Pito              | 47,51 m            | Yann Fuluhea                                                     | 45,04 m              |
| Lancer de marteau     | Thomas McGuire   | 46,00 m            | Rooarii Pito              | 41,90 m            | Pas de 3e concurrent                                             | Pas de 3e concurrent |
| Lancer de javelot     | Leslie Copeland  | 67,02 m            | Mathieu Roulet            | 66,08 m            | Nick Gross                                                       | 52,43 m              |
| Octathlon             | Brendan Peeters  | 4 927 pts          | Rabangaki Nawai           | 4 901 pts          | Toriki Urarii                                                    | 4 827 pts            |
| 6 km cross-country    | Aunese Curreen   | 21 min 05 s        | Brendan Whelan            | 21 min 09 s        | Lavi Sam                                                         | 21 min 14 s          |
| Semi-marathon         | Tutea Degage     | 1 h 17 min 38 s 67 | Teiva Izal                | 1 h 19 min 58 s 75 | Brendan Whelan                                                   | 1 h 24 min 27 s 83   |

### Femmes
|                       | Or                        | Or                 | Argent                        | Argent                        | Bronze                        | Bronze                        |
| 100 mètres            | Mae Koime                 | 11 s 66            | Toea Wisil                    | 11 s 94                       | Makelesi Tumalevu             | 12 s 39                       |
| 200 mètres            | Mae Koime                 | 24 s 11            | Toea Wisil                    | 24 s 45                       | Betty Burua                   | 25 s 05                       |
| 400 mètres            | Salome Dell               | 55 s 45            | Betty Burua                   | 55 s 80                       | Sharon Henry                  | 58 s 00                       |
| 800 mètres            | Salome Dell               | 2 min 10 s 92      | Salote Mereula                | 2 min 21 s 80                 | Nicole Layson                 | 2 min 39 s 63                 |
| 1 500 mètres          | Salome Dell               | 4 min 40 s 39      | Nicole Layson                 | 5 min 25 s 92                 | Malia’Aneta Patolo            | 5 min 45 s 27                 |
| 5 000 mètres          | Nicole Layson             | 21 min 11 s 76     | Malia’Aneta Patolo            | 23 min 25 s 96                | Luna Tuifutana                | 25 min 17 s 43                |
| 100 mètres haies      | Milika Tuivanuavou        | 16 s 22            | Monique Lafaialii             | 16 s 34                       | Pas de 3e concurrent          | Pas de 3e concurrent          |
| 400 mètres haies      | Sharon Henry              | 1 min 01 s 83      | Lata Tuifutuna                | 1 min 11 s 07                 | Kaitinano Mwemweata           | 1 min 21 s 71                 |
| Relais 4 × 100 mètres | Papouasie-Nouvelle-Guinée | 47 s 27            | Fidji                         | 49 s 24                       | Australie                     | 49 s 92                       |
| Saut en longueur      | Makelesi Tumalevu         | 5,70 m             | Maki Samanth Lockington       | 5,07 m                        | Pas de 3e concurrent          | Pas de 3e concurrent          |
| Triple saut           | Monique Lafaialii         | 10,20 m            | Pas de 2e ni de 3e concurrent | Pas de 2e ni de 3e concurrent | Pas de 2e ni de 3e concurrent | Pas de 2e ni de 3e concurrent |
| Lancer du poids       | Margaret Satupai          | 13,94 m            | Genie Gierardo                | 9,79 m                        | Nina Grundler                 | 9,66 m                        |
| Lancer du disque      | Tereapii Tapoki           | 50,59 m            | Margaret Satupai              | 46,57 m                       | Perle Buard                   | 30,82 m                       |
| Lancer de marteau     | Kelly Humphries           | 45,57 m            | Olivia Birkett                | 38,33 m                       | Margaret Satupai              | 36,11 m                       |
| Lancer de javelot     | Milika Tuivanuavou        | 39,36 m            | Perle Buard                   | 39,02 m                       | Maki Samanth Lockington       | 32,70 m                       |
| Heptathlon            | Narelle Long              | 3 081              | Pas de 2e ni de 3e concurrent | Pas de 2e ni de 3e concurrent | Pas de 2e ni de 3e concurrent | Pas de 2e ni de 3e concurrent |
| 3 km cross-country    | Salome Dell               | 11 min 08 s        | Marie Benito                  | 12 min 20 s                   | Nicole Layson                 | 12 min 31 s                   |
| Semi-marathon         | Marie Benito              | 1 h 35 min 20 s 83 | Mieko Carey                   | 1 h 39 min 32 s 28            | Mamiko Oshima                 | 1 h 42 min 26 s 67            |

Durant les championnats, les athlètes ont également concourus dans des épreuves combinées tels l'heptathlon, l'octathlon,  et le décathlon ainsi que des épreuves de relais mixte aux distances variées, lesquelles épreuves ne sont pas détaillées ici.